# José Antonio Segurado
José Antonio Segurado García [ xoˈse ãnˈtonjo seɣuˈɾaðo ɣaɾˈθia] est un entrepreneur et homme politique espagnol de centre droit, né le 23 janvier 1938 à Barcelone et mort le 17 février 2017 à Madrid.

## Biographie

### Jeunesse et débuts professionnels
José Antonio Segurado García naît le 23 janvier 1938 à Barcelone. Il étudie le droit et l'économie à l'université de Deusto puis à l'université de Madrid entre 1955 et 1957, mais n'achève pas son cursus,. Il travaille d'abord comme agent d'assurances indépendant, puis salarié. Il fonde en 1962 sa propre entreprise financière.
Il est élu président de la Confédération madrilène des entreprises (CEIM) en 1978, et intègre en 1980 le comité directeur de la Confédération espagnole des organisations d'entreprises (CEOE). Entre 1981 et 1983, il occupe l'une des vice-présidences de la CEOE.

### Passage en politique
Ayant refusé en 1983 la proposition de Manuel Fraga d'être de liste de l'Alliance populaire (AP) aux élections municipales à Madrid du 8 mai 1983, il entre en politique en janvier 1985, renonçant à la présidence de la CEIM afin de prendre la présidence du nouveau Parti libéral (PL), qui absorbe l'Union libérale (UL). Le conseil politique le désigne formellement à la tête du PL le 28 janvier. Lors des élections générales anticipées de 1986, il est élu député de la circonscription de Madrid au Congrès des députés.
Il acte le 15 mars 1989 la fusion du Parti libéral avec le nouveau Parti populaire (PP) de Manuel Fraga et José María Aznar, dont il devient l'un des vice-présidents. Troisième de la liste du PP dans la circonscription de Madrid aux élections générales anticipées de juin suivant, il se retire de la vie politique en 1990.

### Retour dans le privé
Il retourne ensuite dans le secteur privé, occupant plusieurs postes de direction et même la présidence d'honneur de la CEIM. Il est en parallèle éditorialiste dans plusieurs journaux et sur plusieurs chaînes de télé. Il abandonne ses dernières fonctions d'entreprise en 2011. José Antonio Segurdao meurt le 17 février 2017 à 79 ans.